# Salangana de les Filipines
La salangana de les Filipines (Aerodramus mearnsi) és una espècie d'ocell de la família dels apòdids (Apodidae). Petit falciot amb uns 10,4 cm de llarg. Bec petit i cua lleugerament forcada. Per sobre de color negre fuliginós i per sota marró gris amb cobertores caudals inferiors més fosques. Els tarsos estan emplomallats. Vola sobre camp obert i boscos de la major part de les illes Filipines. Cria a l'interior de coves.